# III. Neszpakasuti
Neszpakasuti (ns-p3-q3-swtỉ) ókori egyiptomi vezír volt, Dél vezírje a XXV. dinasztia elején, Sabataka fáraó uralkodása alatt. Thébában élt. Sírja az abüdoszi D13, az itt talált két kis varázstégláról ismert. Feleségét Tahaenbasztnak hívták, lányuk neve szintén Tahaenbaszt, fiuk Neszpamedu vezír, akinek fia, IV. Neszpakasuti szintén vezír lett.

## Fordítás
- Ez a szócikk részben vagy egészben  a   Nespaqashuty C című angol Wikipédia-szócikk ezen változatának fordításán alapul.  Az eredeti cikk szerkesztőit annak laptörténete sorolja fel. Ez a jelzés csupán a megfogalmazás eredetét és a szerzői jogokat jelzi, nem szolgál a cikkben szereplő információk forrásmegjelöléseként.